# محمد كورتولوش
محمد كورتولوش (بالتركية: Mehmet Kurtuluş)‏ هو ممثل ألماني تركي ولد في يوم 27 أبريل 1972 في مدينة أوشاك في تركيا. بعمر ال18 هاجر مع أخيه إلى ألمانيا. بدأ التمثيل في سنة 1993 ومثل في عدة أفلام ومسلسلات وحصل على عدة جوائز.